# Ingars Dude
Ingars Dude, né le 1er janvier 1987 à Kuldīga, est un handballeur professionnel international letton,,.
Évoluant au poste de pivot-défenseur, il mesure 1,93 m et pèse 98 kg.

## Biographie
Originaire de Riga, Ingars Dude intègre le centre de formation du club de sa ville natale : l'ASK Riga avant de passer professionnel au sein du club en 2004. En 2009, il part pour l'Allemagne et le SV Anhalt Bernburg (de) puis en 2011 le HG Saarlouis (de) en 2. Bundesliga. Deux saisons plus tard, il part pour la France du côté du Istres Provence Handball. Après deux saisons, il rejoint le Mulhouse Handball Sud Alsace puis, après la liquidation du club en 2016, le Limoges Hand 87. Il participe à l'accession du club en D1 en 2020 et y met un terme à sa carrière en 2022.

## Carrière internationale
Titulaire phare de sa sélection avec Dainis Krištopāns, Ingars Dude fait partie de l'effectif qui participe au premier Euro de l'histoire de la Lettonie : le Championnat d'Europe 2020.

## Palmarès

### En club
- Vainqueur du Championnat de Lettonie en 2005, 2006, 2007, 2008 et 2009 (avec ASK Riga)
- Vice-champion de France de D2 en 2014 (avec Istres) et 2020 (avec Limoges)

### En sélection
- 24e place au Championnat d'Europe 2020